# Clameur de Haro

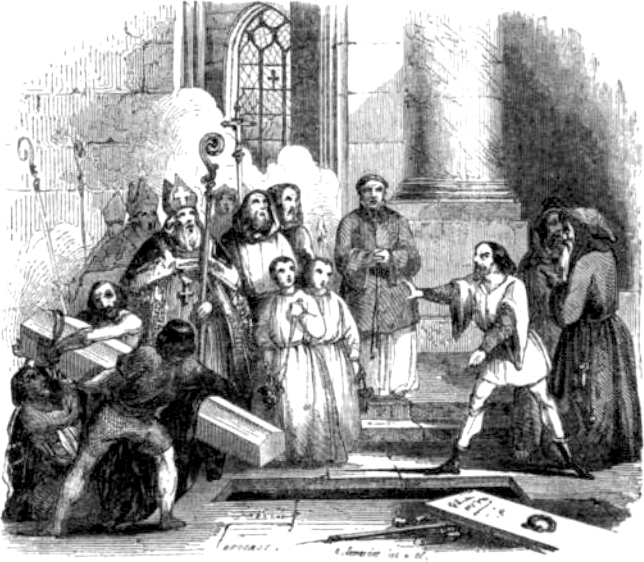
Asselin FitzArthur wykorzystuje prawo Clameur de Haro, by sprzeciwić się pochówkowi Wilhelma Zdobywcy w kościele, który, jak twierdzi, został zbudowany bezprawnie na jego ziemi, mówiąc: „Ziemia, na której stoimy, była miejscem zamieszkania mojego ojca. Ten człowiek, za którego prosicie nas o modlitwę, zabrał go siłą mojemu rodzicowi; Przemocą ją zdobył, przemocą ją zatrzymał; I wbrew wszelkiemu prawu i sprawiedliwości, zbudował na nim ten Kościół, w którym jesteśmy zgromadzeni. Publicznie więc w oczach Boga i ludzi domagam się mego dziedzictwa i protestuję przeciwko temu, by ciało grabieżcy było przykryte moją ziemią”.

Clameur de Haro (czasami błędnie Clameur d’Haro) – średniowieczny zwyczaj nakazujący zaprzestanie działań, które według innego człowieka naruszają jego prawa, gdy ten w odpowiednich warunkach wymówi właściwą formułę. Został on opisany w Prawie Normandii i po czasy współczesne obowiązuje w Baliwatach Guernsey i Jersey oraz w ich dependencjach. Często stosowany jest w celu obrony gruntów.

## Etymologia
Słowo „Haro” najprawdopodobniej jest skrótem od słów „Ha Rollo” które wzięły się od imienia pierwszego księcia Normandii, Rollona, który był szanowany przez lud za swoją sprawiedliwość.

## Procedura

### Guernsey
Na wyspie Guernsey oskarżyciel musi w obecności co najmniej dwóch świadków krzyknąć: haro, haro, haro! À mon aide mon Prince, on me fait tort! (Haro! Haro! Haro! Na pomoc, mój książę, jestem krzywdzony!) oraz zmówić Modlitwę Pańską po francusku oraz „La Grâce de Notre-Seigneur Jésus-Christ, la dilection de Dieu et la sanctification du Saint-Esprit, soient avec nous tous, éternellement. Amen”.

#### Sark
Na wyspie Sark oskarżyciel musi w obecności świadka uklęknąć i wyrecytować: Haro, haro, haro ! Au nom de Dieu et du Roi, laissez ce travail (W imię Boga i Króla, zaprzestańcie tych działań) i „Ojcze Nasz” po francusku.

### Jersey
Na wyspie Jersey pokrzywdzony musi w obecności dwóch świadków uklęknąć i wyrecytować haro, haro, haro! À mon aide mon Prince, on me fait tort! (Haro! Haro! Haro! Na pomoc, mój książę, jestem krzywdzony!). Modlitwa Pańska nie jest obowiązkowa.

## Współcześnie
W 2023 roku mężczyzna z Hrabstwa Devon wykorzystał na Guernsey Clameur de Haro by zapobiec sprzedaży swojego rodzinnego domu, co według niego było bezprawne.